# Бахарев Олексій Олександрович
Олексій Бахарев (рос. Алексей Александрович Бахарев, нар. 12 жовтня 1976, Петров Вал — пом. 18 березня 2022, Донецьк, Україна) — колишній український та російський футболіст, що грав на позиції півзахисника.
Виступав, зокрема, за клуб «Шахтар» (Донецьк), а також провів по одному матчу за національні збірні України та Росії.

## Клубна кар'єра
У дорослому футболі дебютував 1994 року виступами за «Нафтовик» (Похвістнєво), але того ж року перейшов у вищолігову «Ладу» (Тольятті). З тольятінським клубом у сезоні 1994 року зайняв 16 місце і вилетів в Першу лігу. Проте там команда з Олексієм змогла стати другою і на наступний сезон 1996 року знову повернулась в Вищу лігу. Проте за підсумками цього сезону «Лада» зайняла 18 місце і знову покинула елітний дивізіон.
На початку 1997 року перейшов в столичний «Спартак» у складі якого того ж сезону став чемпіоном Росії, після чого перейшов в «Ротор».
Своєю грою за останню команду привернув увагу представників тренерського штабу донецького «Шахтаря», до складу якого приєднався в березні 1999 року. Відіграв за донецьку команду наступні сім сезонів своєї ігрової кар'єри, вигравши за цей час два національних чемпіонства і три кубка. Після цього на правах оренди півроку провів у «Рубіні», проте виступав виключно за дублюючу команду.
2006 року повернувся в «Ладу» (Тольятті), з якою в тому ж сезоні зайняв 17 місце в Першій лізі і вилетів до третього за рівнем дивізіону країни. Після цього виступав за першолігові клуби «Носта» та «Машук-КМВ».
Завершив професійну ігрову кар'єру у клубі ФСА, за який недовго виступав протягом 2009 року.

## Виступи за збірні
Зіграв по одному матчу за збірні Росії і України.
- 18 листопада 1998. Товариський матч. Бразилія — Росія 5:1. 53 хвилини, вийшов на заміну
- 21 серпня 2002. Товариський матч. Україна — Іран 0:1. 56 хвилин, був замінений

## Подальше життя
З 2011 року — дитячий тренер в донецькому «Шахтарі».
8 лютого 2012 року у Олексія народився син.

## Статистика виступів

### Статистика виступів за збірну
| Дата       | Місто     | Господарі | Результат | Гості | Турнір           | Голи | Примітки |
| ---------- | --------- | --------- | --------- | ----- | ---------------- | ---- | -------- |
| 18/11/1998 | Форталеза | Бразилія  | 5 – 1     | Росія | товариський матч | -    |          |
| Усього     |           | Матчів    | 1         |       | Голів            | 0    |          |

| Дата       | Місто | Господарі | Результат | Гості | Турнір           | Голи | Примітки |
| ---------- | ----- | --------- | --------- | ----- | ---------------- | ---- | -------- |
| 21/08/2002 | Київ  | Україна   | 0 – 1     | Іран  | товариський матч | -    |          |
| Усього     |       | Матчів    | 1         |       | Голів            | 0    |          |

## Досягнення
- Чемпіон Росії: 1997
- Володар Кубка Росії: 1997/98
- Чемпіон України (2): 2001/02, 2004/05
- Срібний призер чемпіонату України (5): 1998/99, 1999/2000, 2000/01, 2002/03, 2003/04
- Володар Кубку України (3): 2000/01, 2001/02, 2003/04